# Trần Văn Phước
Trần Văn Phước (23 tháng 8 năm 1918 – 2004) là công chức, sĩ quan, chính khách và nhà ngoại giao Việt Nam Cộng hòa, cựu Thị trưởng Đà Lạt kiêm Tỉnh trưởng Tuyên Đức và Đại sứ Việt Nam Cộng hòa tại Cộng hòa Khmer.

## Tiểu sử

### Thân thế
Trần Văn Phước sinh ngày 23 tháng 8 năm 1918 tại tỉnh Takéo, Campuchia thuộc Pháp. Người ta tin rằng ông có thể nói và viết thành thạo tiếng Khmer. Cha là Trần Văn Phát và mẹ là Trương Thị Mẫn; ngụ tại số 10 đường Châu Văn Tiếp, Chợ Lớn.

### Quốc gia Việt Nam
Trong suốt Thế chiến thứ hai, Cha mẹ và hai em của ông  đã bị quân Nhật sát hại năm 1944. Bản thân ông được Phạm Thành, Tổng cục trưởng Hậu cần Khu 9 nhận làm con nuôi, được giác ngộ và kết nạp Đảng từ rất sớm. Trần Văn Phước cùng con trai của Phạm Thành là Phạm Thanh đã được Giám mục Ngô Đình Thục đỡ đầu, cho sang Pháp du học. Cả hai người đều học rất giỏi, sau khi tốt nghiệp loại ưu Đại học Luật tại Pháp, họ được Đức cha Thục giới thiệu với ông Diệm. Trần Văn Phước gia nhập quân đội rồi dần dần leo lên đến cấp bậc Trung tá, sau được bổ nhiệm làm Tỉnh trưởng Vĩnh Long, còn Phạm Thanh là Giang đoàn trưởng Hải quân Việt Nam Cộng hòa. Thế nhưng vào năm 1957, Phạm Thanh sơ hở để lộ danh tính thật nên bị mật vụ của Ngô Đình Nhu thủ tiêu. Riêng ông thì tiếp tục làm việc ngầm cho cộng sản với bí danh C16 rồi tìm cách "luồn sâu, leo cao" vào chính quyền quốc gia dưới vỏ bọc công chức và sĩ quan. 

### Đệ Nhất Cộng hòa
Dưới thời Đệ Nhất Cộng hòa, ông từng làm Thị trưởng Đà Lạt từ năm 1955 đến năm 1963. Ngày 19 tháng 5 năm 1958, tỉnh Tuyên Đức được thành lập theo Sắc lệnh số 261-NV của Tổng thống Việt Nam Cộng hòa, trên cơ sở địa phận đô thị Đà Lạt và quận Dran của tỉnh Lâm Đồng. Kể từ đó, chức vụ Tỉnh trưởng Tuyên Đức thường do Thị trưởng Đà Lạt kiêm nhiệm. Do vậy Trần Văn Phước trở thành Tỉnh trưởng Tuyên Đức đầu tiên từ năm 1958 khi tỉnh này được thành lập. Trong suốt tám năm ngồi ghế thị trưởng, ông được xem là vị thị trưởng có công nhất trong các đời Thị trưởng Đà Lạt từ năm 1950 đến năm 1975, khi cho xây cất những công trình lớn tạo nên dáng vóc cho một đô thị như Đà Lạt, với sự tôn trọng tuyệt đối di sản quá khứ và tài nguyên thiên nhiên.

### Thời kỳ Quân quản
Sau cuộc đảo chính năm 1963, chính quyền Ngô Đình Diệm bị lật đổ, Trần Văn Phước cũng bị Hội đồng Quân nhân Cách mạng cách chức thị trưởng. Sau đó, phe đối lập còn tố cáo ông nhận hối lộ và tài trợ cho anh em nhà Ngô nên bị cơ quan an ninh bắt giữ. Tuy nhiên, sau cuộc điều tra ngày 8 tháng 4 năm 1964, cảnh sát chế độ mới đã trả tự do cho ông vì "không tìm thấy dấu hiệu kinh tài hay phạm tội ác dưới thời chế độ cũ".

### Đệ Nhị Cộng hòa
Dưới thời Đệ Nhị Cộng hòa, ông được bổ nhiệm làm Đại sứ Việt Nam Cộng hòa tại Cộng hòa Khmer vào tháng 10 năm 1970. Ngày 11 tháng 11 cùng năm, ông trình quốc thư lên Tổng thống Cộng hòa Khmer Lon Nol. Đầu năm 1968, ông tình cờ thoát nạn tại Đà Lạt trong biến cố Tết Mậu Thân nhờ sự giúp đỡ của một nữ biệt động thành tên gọi Ba Diệp, vốn là người mà ông muốn lấy làm vợ xưa kia nhưng bị từ chối. Sau đó ông trở thành "Thương phế binh có công" và được chính phủ Việt Nam Cộng hòa thăng hàm tới cấp Trung tướng. 

### Sau năm 1975
Sau ngày 30 tháng 4 năm 1975, Trần Văn Phước không bị đưa đi học tập cải tạo giống như hầu hết công chức sĩ quan chế độ cũ mà vẫn hoạt động bí mật trên mặt trận ngoại giao - kinh tài cho chính quyền cộng sản hàng chục năm nữa. Năm 2004, ông mất trong một tai nạn máy bay thảm khốc. 

### Gia đình
Trần Văn Phước lấy vợ là bà Nguyễn Thị Quới và cả hai có tổng cộng bốn người con.